# Malutang-Talsperre
Die Malutang-Talsperre ist ein Absperrbauwerk am Fluss Panlong Jiang (盘龙江) beim Ort Malutang (马鹿塘) des Kreises Malipo im Autonomen Bezirk Wenshan der Zhuang und Miao der chinesischen Provinz Yunnan.
Der Hauptzweck der Talsperre ist die Erzeugung elektrischen Stroms aus Wasserkraft. Das Kraftwerk wurde in zwei Phasen errichtet. Stufe I besteht aus einer 40 m hohen Gewichtsstaumauer, von der aus das Wasser durch einen 3460 m langen Tunnel zu einem 100-MW-Krafthaus gelangte. Der Bau von Stufe I begann 2002 und der erste 50 MW Generator, angetrieben von einer Francis Turbine, wurde im Oktober 2004 in Dienst gestellt, der zweite im Januar 2005. Stufe II war der Bau eines 156 m hohen CFR-Staudamms (Malutang-Talsperre) 200 m flussabwärts der Stufe I. Das Krafthaus von Stufe II enthält drei 100-MW-Generatoren, ebenfalls durch Francis Turbinen angetrieben. Der Bau von Stufe II begann im August 2005 und das Reservoir konnte im Oktober 2009 geflutet werden. Im Dezember 2009 wurde der erste 100-MW-Generator in Betrieb genommen. Die letzten Zwei folgten im Mai 2010. 
Der Malutang-Stausee überflutete das Stufe-I-Bauwerk. Der Einlassturm von Stufe II versorgt allerdings die Kraftwerke beider Stufen mit Wasser, so dass Stufe I weiter arbeiten kann.